# 岸和田市立産業高等学校
岸和田市立産業高等学校（きしわだしりつ さんぎょうこうとうがっこう）は、大阪府岸和田市別所町三丁目に所在する市立の高等学校。
全日制と定時制を併置する専門高等学校である。全日制では商業科と商業系の情報処理科、および工業系のデザインシステム科を併設している。全日制では和歌山大学との高大連携制度を導入している。
定時制では商業科を設置している。定時制課程は4年制だが、大阪府立桃谷高等学校の通信制との併修により3年で卒業することも可能となっている。
岸和田市における唯一の市立高等学校でもある。

## 沿革
1907年、勤労青少年のための夜間学校・思成会付属岸和田実業補習学校として創立した。
その後岸和田市実業補習学校（1923年）、岸和田市立商業専修学校（1934年）、岸和田市商業学校（1935年）と改称した。1941年に昼間部を設置した。
1944年には、岸和田市にあった私立南海商業学校を吸収合併している。
学制改革に伴い、1948年に新制岸和田市立産業高等学校となった。当初は全日制普通科・商業科・工業科と、定時制商業科が設置された。全日制ではのちに普通科が廃止され、商業科と紡織科（複数回の名称変更を経て、1991年デザインシステム科に改編）に再編された。2000年には全日制に情報科が新設された。

### 年表
- 1907年 - 岸和田実業補習学校として創立
- 1923年 - 岸和田市実業補習学校に改称
- 1934年 - 岸和田市立商業専修学校と改称
- 1935年 - 岸和田市商業学校を開設
- 1941年 - 昼間部を設置
- 1944年 - 私立南海商業学校を吸収
- 1948年 - 学制改革に伴い、岸和田市立産業高等学校設立
- 2008年 - 和歌山大学との高大連携を開始

## 出身者
- お〜い!久馬 - ザ・プラン9
- 黒獅子勇蔵 - 大相撲幕内力士
- 桂春若 - 落語家
- 守屋龍一 - アーチェリー選手
- ひなた（さんさんブラザーズ）
- 酒井亜樹 - ガールズケイリン選手

## 学校関係者
- 中澤米太郎 - 元校長（1946年-1961年）。岸和田市長（1961年-1973年）。

## 交通
- JR阪和線 下松駅 南西へ約900m
- 南海本線 岸和田駅 北東へ約1.1km